# Jan I van Warschau
Jan I van Warschau (circa 1347/1352 - Czersk, 8 december 1429) was van 1374 tot aan zijn dood hertog van Warschau. Hij behoorde tot de Mazovische tak van het huis Piasten.

## Het begin van zijn regeerperiode
Jan was de oudste zoon van hertog Ziemovit III van Mazovië en diens eerste echtgenote Euphemia, dochter van hertog Nicolaas II van Troppau. In 1374 kreeg hij van zijn vader het district Warschau als eigen regeringsgebied toegewezen. 
Na het overlijden van zijn vader in 1381 verdeelden Jan en zijn jongere broer Ziemovit IV het hertogdom Mazovië. Hierbij kwam Jan eveneens in het bezit van de districten Nur, Łomża, Ciechanów, Wyszogród en Zakroczym.

## Politiek tegenover de Poolse koning
Jan onderhield een trouwe samenwerking met de opeenvolgende Poolse monarchen Lodewijk I van Anjou, Hedwig en Wladislaus II Jagiello. Hierdoor voerde Jan een tegenstelde politiek in vergelijking met die van zijn broer Ziemovit IV, die voordeel probeerde te halen uit de moeilijkheden van het huis Anjou en zelf de Poolse kroon nastreefde. Na de dood van Lodewijk I van Anjou in 1382 erkende hij de rechten van diens dochter Hedwig op de Poolse troon en in 1383 bood hij haar hulptroepen aan, waarvoor hij in ruil een jaarlijks salaris van 24.000 florijnen kreeg. 

## Politiek tegenover Litouwen en de verovering van Podlachië
Toen grootvorst Wladislaus II Jagiello van Litouwen zijn Poolse belangen boven zijn Litouwse verkoos, kwam hij in conflict met zijn oom Kęstutis, die eveneens Jans schoonvader was. Hij haalde hier in 1382 zijn voordeel uit door de districten Podlachië en Drohiczyn te veroveren. Wladislaus II Jagiello kon zijn oom Kęstutis echter definitief verslaan en heroverde kort nadien deze districten.
In 1387 werden de relaties tussen Jan en Wladislaus II Jagiello hersteld toen hij Wladislaus' verkiezing tot Pools koning erkende. Hij vergezelde Wladislaus bij diens reis naar Vilnius, het officiële begin van de kerstening van Litouwen. Op 2 september 1391 kreeg Jan van Wladislaus II het bezit over de districten Podlachië en Drohiczyn en ook over de steden Mielnik, Bielsk Podlaski en Suraż.

## Politiek tegenover de Duitse Orde
De vriendschappelijke relatie tussen Jan en Wladislaus II Jagiello veroorzaakte een permanente vijandigheid tussen Mazovië en de Duitse Orde. In 1393 werd hij om onbekende redenen gevangengenomen toen hij een bezoek bracht aan het kasteel in Złotoryja, aan de grens met de gebieden van de Duitse Orde. Op verzoek van de grootmeester van de Duitse Orde, Konrad von Jungingen, werd Jan in het kasteel van Malbork gevangengezet. Waarschijnlijk wilde de Duitse Orde met deze acties een oorlog met Polen uitlokken. Nadat Wladislaus II Jagiello enkele afgevaardigden naar de Duitse Orde stuurde, werd Jan terug vrijgelaten. In 1404 werd Jan samen met zijn gezin opnieuw gevangengenomen door de Duitse Orde en ditmaal werd hij pas vrijgelaten nadat de Poolse koning persoonlijk intervenieerde. In augustus 1409 vielen de Duitse Orde-commanderijen Ostróda en Pokarmin Jans gebieden binnen, waarna zijn zoon Bolesław Januszowic als wraak de stad Działdowo en veertien omliggende dorpen verwoestte. 
Van 1409 tot 1411 steunde Jan Wladislaus II Jagiello in de grote oorlog tegen de Duitse Orde en droeg hij het vaandel van de Poolse cavalerie. Het dorp Czerwińsk nad Wisłą werden de verenigde Pools-Litouwse troepen geconcentreerd. Van hieruit werd de cavalerie verdeeld in riddereskadrons, waarna het leger naar Grunwald trok om er op 15 juli 1410 te vechten in de Slag bij Tannenberg. Jan I nam vervolgens deel aan de rest van campagne en kreeg als dank voor zijn trouw van Wladislaus II Jagiello de Teutoonse kastelen van Nidzica, Ostróda en Olsztyn toegewezen. Als onderdeel van de Eerste Vrede van Thorn moest Jan deze kastelen in januari 1411 echter teruggeven aan de Duitse Orde.
Toen er in 1414 opnieuw een oorlog uitbrak tussen Polen en de Duitse Orde koos Jan opnieuw de zijde van Wladislaus II Jagiello. Wegens zijn redelijk hoge leeftijd nam hij niet meer direct deel aan de militaire campagne, maar stuurde hij zijn zoon Bolesław.

## Binnenlandse politiek en hervormingen
In de binnenlandse politiek voerde Jan I een grondige economische hervorming in door aan 24 steden het Duitse Kulmrecht te schenken. In 1406 verplaatste hij zijn hoofdstad van Czersk naar het strategisch gelegen Warschau. Hij zette zich ook hard in om zijn steden te ontwikkelen en zijn kastelen en burchten te fortificeren. Bovendien was hij verantwoordelijk voor de stichting van de Johanneskathedraal en voor de bouw van het toekomstige Koninklijk Paleis. 
In december 1429 stierf Jan I van Warschau, waarna hij werd bijgezet in de Johanneskathedraal van Warschau. Omdat hij al zijn kinderen had overleefd, werd hij opgevolgd door zijn kleinzoon Bolesław IV.

## Huwelijk en nakomelingen
Op 23 november 1371 of 1373 huwde hij met Danutė (1358-1424), dochter van grootvorst Kęstutis van Litouwen. Na haar bekering tot het Christendom nam zijn echtgenote de naam Anna aan. Ze kregen volgende kinderen:
- een dochter (Olga?) (1373/1376-1401), huwde eerst met woiwode Petru I van Moldavië en daarna met de Moldavische magnaat Wilczę
- Jan (1376/1378-1422)
- Bolesław (1385/1386-1424)
- Koenraad (1400-1412/1413)